# Давид ди Донателло 2015
60-я церемония вручения наград премии «Давид ди Донателло» проводилось 12 июня 2015 года.

## Победители и номинанты
Победители выделены жирным шрифтом.

### Лучший фильм
- Чёрные души, режиссёр Франческо Мунци
- Голодные сердца, режиссёр Саверио Костанцо
- Невероятный молодой человек, режиссёр Марио Мартоне
- Моя мама, режиссёр Нанни Моретти
- Torneranno i prati, режиссёр Эрманно Ольми

### Лучшая режиссура
- Франческо Мунци — Чёрные души
- Саверио Костанцо — Голодные сердца
- Марио Мартоне — Невероятный молодой человек
- Нанни Моретти — Моя мама
- Эрманно Ольми — Torneranno i prati

### Дебют в режиссуре
- Эдоардо Фальконе — Se Dio vuole
- Андреа Юблин — Банан
- Ламберто Санфеличе — Хлорка
- Элеонора Данко — N-Capace
- Лаура Биспури — Клятвенная девственница

### Лучший сценарий
- Франческо Мунци, Фабрицио Руджирелло, Маурицио Брауччи — Чёрные души
- Саверио Костанцо — Голодные сердца
- Марио Мартоне, Ипполита Ди Майо — Невероятный молодой человек
- Эдоардо Лео, Марко Бонини — Джулия и мы
- Нанни Моретти, Франческо Пикколо, Валия Сантелла — Моя мама

### Лучший продюсер
- Cinemaundici e Babe Films с Rai Cinema — Чёрные души
- Palomar, Rai Cinema — Невероятный молодой человек
- Никола Джулиано, Франческа Чима, Карлотта Калори и Indigo Film с Rai Cinema — Невидимый мальчик
- Карло Кресто-Дина — Чудеса
- Нанни Моретти с Sacher Film, Доменико Прокаччи с Fandango и Rai Cinema — Моя мама

### Лучшая женская роль
- Маргерита Буй — Моя мама
- Альба Рорвахер[2] — Голодные сердца
- Вирна Лизи — Латинский любовник
- Жасмин Тринка — Никто не спасётся в одиночку
- Паола Кортеллези — Извините, если я существую!

### Лучшая мужская роль
- Элио Джермано — Невероятный молодой человек
- Фабрицио Ферракане — Чёрные души
- Алессандро Гассман — Итальянское имя
- Риккардо Скамарчо — Никто не спасётся в одиночку
- Марко Джаллини — Se Dio vuole

### Лучшая женская роль второго плана
- Джулия Ладзарини — Моя мама
- Барбора Бобулова — Чёрные души
- Микаэла Рамаццотти — Итальянское имя
- Валерия Голино — Невидимый мальчик
- Анна Фольетта — Джулия и мы

### Лучшая мужская роль второго плана
- Карло Буччироссо — Джулия и мы
- Луиджи Ло Кашо — Итальянское имя
- Фабрицио Бентивольо — Невидимый мальчик
- Нанни Моретти — Моя мама
- Клаудио Амендола — Джулия и мы

### Лучшая операторская работа
- Владан Радович — Чёрные души
- Фабио Чанкетти — Голодные сердца
- Ренато Берта — Невероятный молодой человек
- Итало Петриччоне — Невидимый мальчик
- Фабио Ольми — Torneranno i prati

### Лучшая музыка
- Джулиано Тавиани — Чёрные души
- Никола Пьовани — Голодные сердца
- Саша Ринг — Невероятный молодой человек
- Эцио Боссо, Федерико Де Робертис — Невидимый мальчик
- Паоло Фрезу — Torneranno i prati

### Лучшая песня
- Чёрные души — текст и музыка Джулиано Тавиани, в исполнении Массимо Де Лоренцо — Чёрные души
- Wrong skin — текст, музыка и исполнение Мариалуны Чиполлы — Невидимый мальчик
- Elis — музыка и текст песни музыки и текстов Артуро Аннеккино, в исполнении Костанцы Кутая и Мартины Шуккино — Никто не спасётся в одиночку
- Sei mai stata sulla luna? — текст, музыка и исполнение Франческо Де Грегори — Sei mai stata sulla Luna?
- Bonesempio — текст и музыка Джордано Корапи и Роберты Серретьелло, исполнение Роберты Серретьелло — Take five

### Лучшая художественная постановка
- Джанкарло Музелли — Невероятный молодой человек
- Лука Сервино — Чёрные души
- Эмита Фригато — Декамерон
- Паки Медури — Джулия и мы
- Джузеппе Пирротта — Torneranno i prati

### Лучший костюм
- Урсула Патцак — Невероятный молодой человек
- Марина Роберти — Чёрные души
- Алессандро Лаи — Латинский любовник
- Лина Нерли Тавиани — Декамерон
- Андреа Каваллетто — Torneranno i prati

### Лучший визаж
- Маурицио Сильви — Невероятный молодой человек
- Маурицио Фаццини — Невидимый мальчик
- Соня Майоне — Чёрные души
- Эрманно Спера — Латинский любовник
- Энрико Якопони — Моя мама

### Лучший парикмахер
- Альдо Синьоретти, Альберта Джулиани — Невероятный молодой человек
- Родольфо Сифари — Чёрные души
- Даниела Тартари — Ho ucciso Napoleone
- Альберта Джулиани — Латинский любовник
- Карло Баруччи — Декамерон

### Лучший монтаж
- Кристьяно Травальоли — Чёрные души
- Франческа Кальвелли — Голодные сердца
- Якопо Куадри — Невероятный молодой человек
- Массимо Фьокки, Кьяра Грицьотти — Италия за день
- Клелио Беневенто — Моя мама

### Лучший звук
- Стефано Кампус — Чёрные души
- Ремо Уголинелли — Итальянское имя
- Джильберто Мартинелли — Невидимый мальчик
- Алессандро Дзанон[3] — Моя мама
- Франческо Лиотард — Torneranno i prati

### Лучший визуальный эффект
- Visualogie — Невидимый мальчик
- Chromatica[4] — Невероятный молодой человек
- Reset VFX — La buca
- Reset VFX, Visualogie — Джулия и мы
- Rumblefish — Torneranno i prati

### Лучший документальный фильм
- Belluscone — una storia siciliana, режиссёр Франко Мореско
- Enrico Lucherini — Ne ho fatte di tutti i colori, режиссёр Марко Спаньоли
- Io sto con la sposa, режиссёр Antonio Augugliaro, Gabriele Del Grande, Khaled Soliman Al Nassiry
- Quando c’era Berlinguer, режиссёр Вальтер Вельтрони
- Sul Vulcano, режиссёр Джанфранко Панноне

### Лучший короткометражный фильм
- Thriller, режиссёр Джузеппе Марко Альбано
- Due piedi sinistri, режиссёр Изабелла Сальветти
- L’errore, режиссёр Брандо Де Сика
- La valigia, режиссёр Пьер Паоло Паганелли
- Sinuaria, режиссёр Роберто Карта

### Лучший европейский фильм
- Вселенная Стивена Хокинга, режиссёр Джеймс Марш
- Разомкнутый круг, режиссёр Феликс Ван Грунинген
- Лок, режиссёр Стивен Найт
- Гордость, режиссёр Мэттью Уорчас
- Дикие истории, режиссёр Дамиан Сифрон

### Лучший иностранный фильм
- Бёрдмэн, режиссёр Алехандро Гонсалес Иньярриту
- Снайпер, режиссёр Клинт Иствуд
- Отрочество, режиссёр Ричард Линклейтер
- Соль Земли, режиссёр Вим Вендерс
- Мамочка, режиссёр Ксавье Долан

### Premio David giovani
- Джулия и мы, режиссёр Эдоардо Лео
- Чёрные души, режиссёр Франческо Мунци
- Наши мальчики, режиссёр Ивано Де Маттео
- Невероятный молодой человек, режиссёр Марио Мартоне
- Невидимый мальчик, режиссёр Габриэле Сальваторес

### За жизненные достижения
- Габриеле Муччино

## Премии/Номинации
- Чёрные души 9/16
- Невероятный молодой человек 5/14
- Моя мама 2/10
- Джулия и мы 2/7
- Невидимый мальчик 1/10
- Se Dio vuole 1/2 (regista esordiente)
- La teoria del tutto 1/1 (film dell’Unione europea)
- Бёрдмэн 1/1 (film straniero)
- Torneranno i prati 0/8
- Голодные сердца 0/7
- Латинский любовник 0/4
- Итальянское имя 0/4
- Никто не спасётся в одиночку 0/3
- Декамерон 0/3
- Извините, если я существую! 0/1
- Ho ucciso Napoleone 0/1
- Италия за день 0/1
- Чудеса 0/1

## Примечание
1. ↑  Premi David di Donatello 2015: ecco tutti i vincitori. Дата обращения: 13 июня 2015. Архивировано 14 июня 2015 года.
2. ↑  Alba Rohrwacher sarebbe entrata in cinquina anche per il film Vergine giurata, ma da regolamento viene candidata solo per il film più votato.
3. ↑  Alessandro Zanon sarebbe entrato in cinquina anche per il film Невероятный молодой человек, ma da Regolamento viene candidato solo per il film più votato.
4. ↑  Chromatica sarebbe entrata in cinquina anche per il film La trattativa, ma da Regolamento viene candidata solo per il film più votato.